# Język ingryjski
Język ingryjski, zwany także iżorskim (ižoran keel) – język z grupy bałto-fińskiej języków uralskich, spokrewniony z fińskim i karelskim. Język ten jest używany przez niewielką liczbę osób należących do narodu Iżorian, zamieszkującego Ingrię, krainę historyczną w płn.-zach. Rosji (okolice Petersburga).
Spośród 820 Iżorian żyjących w 1989 na terenie ówczesnej Rosyjskiej Federacyjnej Socjalistycznej Republiki Radzieckiej język ingryjski był językiem ojczystym dla ok. 300 osób.
Według danych z 2010 r. posługuje się nim 120 osób. Najprawdopodobniej nie jest znany młodszym grupom wiekowym. 
Wykazuje znaczne wpływy języków fińskiego i rosyjskiego.
Od języka ingryjskiego (iżoriańskiego) używanego przez Iżorian należy odróżnić dialekt języka fińskiego, także nazywany ingryjskim, używany przez Ingrian – Finów osiadłych na terenie Ingrii w XVII i XVIII wieku. Dialektem tym posługuje się kilka tysięcy osób.